# The Lion and the Mouse (1919)
De verloren film The Lion and the Mouse is een stomme film uit 1919 met Alice Joyce en Conrad Nagel in de hoofdrollen. Het is gebaseerd op het gelijknamige toneelstuk van Charles Klein.

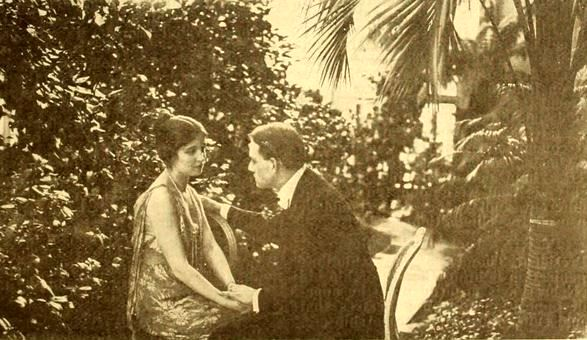
Scène uit The Lion and the Mouse

## Rolverdeling
| Acteur              | Personage          |
| ------------------- | ------------------ |
| Alice Joyce         | Shirley Rossmore   |
| Conrad Nagel        | Jefferson Ryder    |
| Anders Randolf      | John Burkett Ryder |
| Henry Hallam        | Rechter Rossmore   |
| William T. Carleton | Senator Roberts    |